# Woltersdorf (Casekow)
Woltersdorf ist ein Ortsteil der Gemeinde Casekow im Landkreis Uckermark im Nordosten des Landes Brandenburg. 

## Geografie und Verkehrsanbindung
Woltersdorf liegt südlich des Kernortes Casekow an der Landesstraße L 272. 

### Naturschutzgebiete
Das 310,45 ha große Naturschutzgebiet Blumberger Wald liegt nordwestlich. Es wurde am 16. Mai 1990 unter Naturschutz gestellt.

## Geschichte
Gutsherr von Woltersdorf wurde 1752 Carl Friedrich von Sydow. Woltersdorf gehörte bis 1945 zur Provinz Pommern. Woltersdorf lag im Landkreis Randow und kam bei dessen Auflösung im Jahre 1939 zum Landkreis Greifenhagen. Die Gemeinde Woltersdorf umfasste auch die Wohnplätze Albertinenhof, Biesendahlshof und Forsthaus Reglingsruh.

## Entwicklung der Einwohnerzahlen
- 1925: 636 Einwohner[2]
- 1933: 538 Einwohner[2]
- 1939: 549 Einwohner[2]

## Sehenswürdigkeiten
- die evangelische Dorfkirche
- die aus Gutshaus, Wirtschaftsgebäude und Speicher bestehende Gutsanlage

Siehe Liste der Baudenkmale in Casekow#Woltersdorf